# 周朝俊
周朝俊（？—？），字夷毛、仪玉，浙江鄞县人，明朝中期戏曲作家。
万历年间诸生，少有才，善词曲，今存《红梅记》一种，有万历广庆堂等多种刊本传世。昆剧折子戏《脱阱》、《鬼辩》、《算命》等皆出自《红梅记》。